# Constantina (Byzantijns keizerin)

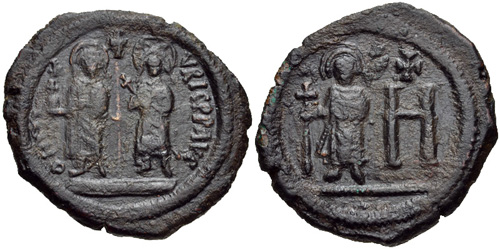
Een follis met daarop de beeltenis van Constantina met haar man en haar oudste zoon Theodosius

Constantina (ca.560-ca.605) was de dochter van keizer Tiberius II Constantijn en keizerin Ino Anastasia. Ze was gehuwd met keizer Mauricius, samen hadden ze negen kinderen.

## Relatie met keizerin Sophia
Keizerin Sophia was de vrouw van keizer Justinus II (520-578). Haar man werd krankzinnig na de val van Dara in 573 tijdens de Byzantijns-Sassanidische oorlog (572-591). Daarna werd zij regentes en nam ze Tiberius, de toenmalige Comes Excubitorum, hoofd van de keizerlijke wacht, tot raadsman. Toen haar man in 578 stierf, eiste Sophia dat Tiberius zou scheiden van zijn vrouw Ino en met haar zou trouwen, wat hij weigerde.
Ino Anastasia, die tot de kroning van haar man de toegang tot het keizerlijk paleis was geweigerd, moest die Wat is 'die'? nu delen met Sophia, die haar titel behield. In 582 stierf Constantina's vader Tiberius en haar verloofde, Mauricius, werd de nieuwe keizer. Het huwelijk werd ingezegend door patriarch van Constantinopel Johannes IV. Er waren nu drie keizerinnen die het paleis moesten delen: Sophia, Ino Anastasia en Constantina. De situatie bleef gespannen tot de dood van haar moeder in 593. Nadien leek de relatie met Sophia goed te verlopen.

## Afzetting
Op 23 november 602 werd haar man Mauricius afgezet door centurion Phocas. Mauricius werd beschuldigd van onmenselijke bevelvoering over het leger, de troepen waren uitgeput en bovendien had hij hun loon verlaagd. Hij werd gedwongen om toe te kijken hoe zijn vijf zonen werden geëxecuteerd totdat hij zelf werd onthoofd. Constantina en haar drie dochters werden verbannen naar een klooster. 
Daar smeedde ze plannen om Phocas af te zetten. De plannen werden onderschept, ze werd gearresteerd en gemarteld. Constantina en haar drie dochters werden geëxecuteerd. Het juiste jaartal is niet gekend; men vermoedt het jaar 605 of 606.